# (3102) Krok
(3102) Krok es un asteroide perteneciente a los asteroides Amor descubierto por Ladislav Brožek desde el Observatorio Kleť, cerca de České Budějovice, República Checa, el 21 de agosto de 1981.

## Designación y nombre
Krok recibió inicialmente la designación de 1981 QA.
Más tarde, en 1994, se nombró por Krok, uno de los fundadores legendarios de la dinastía Přemyslida.

## Características orbitales
Krok está situado a una distancia media del Sol de 2,152 ua, pudiendo acercarse hasta 1,186 ua y alejarse hasta 3,118 ua. Su inclinación orbital es 8,437 grados y la excentricidad 0,4489. Emplea 1153 días en completar una órbita alrededor del Sol.
Krok es un asteroide cercano a la Tierra.

## Características físicas
La magnitud absoluta de Krok es 16,2. Tiene un diámetro de 1,6 km y emplea 149,4 horas en completar una vuelta sobre su eje. Está asignado al tipo espectral QRS de la clasificación Tholen y al S de la SMASSII.